# Ambrose McEvoy

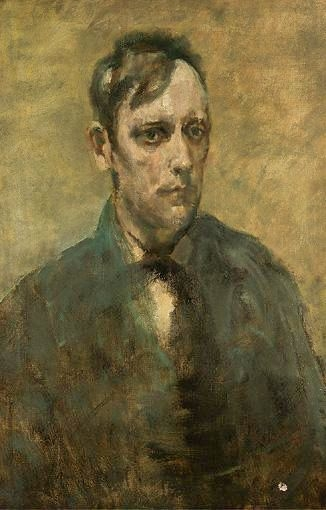
Ambrose McEvoy, zelfportret

Ambrose McEvoy (Crudwell, Wiltshire, 12 augustus 1878 – Pimlico, Londen, 4 januari 1927) was een Engels kunstschilder. Hij werd vooral bekend om zijn verfijnde vrouwenportretten in de stijl van James McNeill Whistler.

## Leven en werk

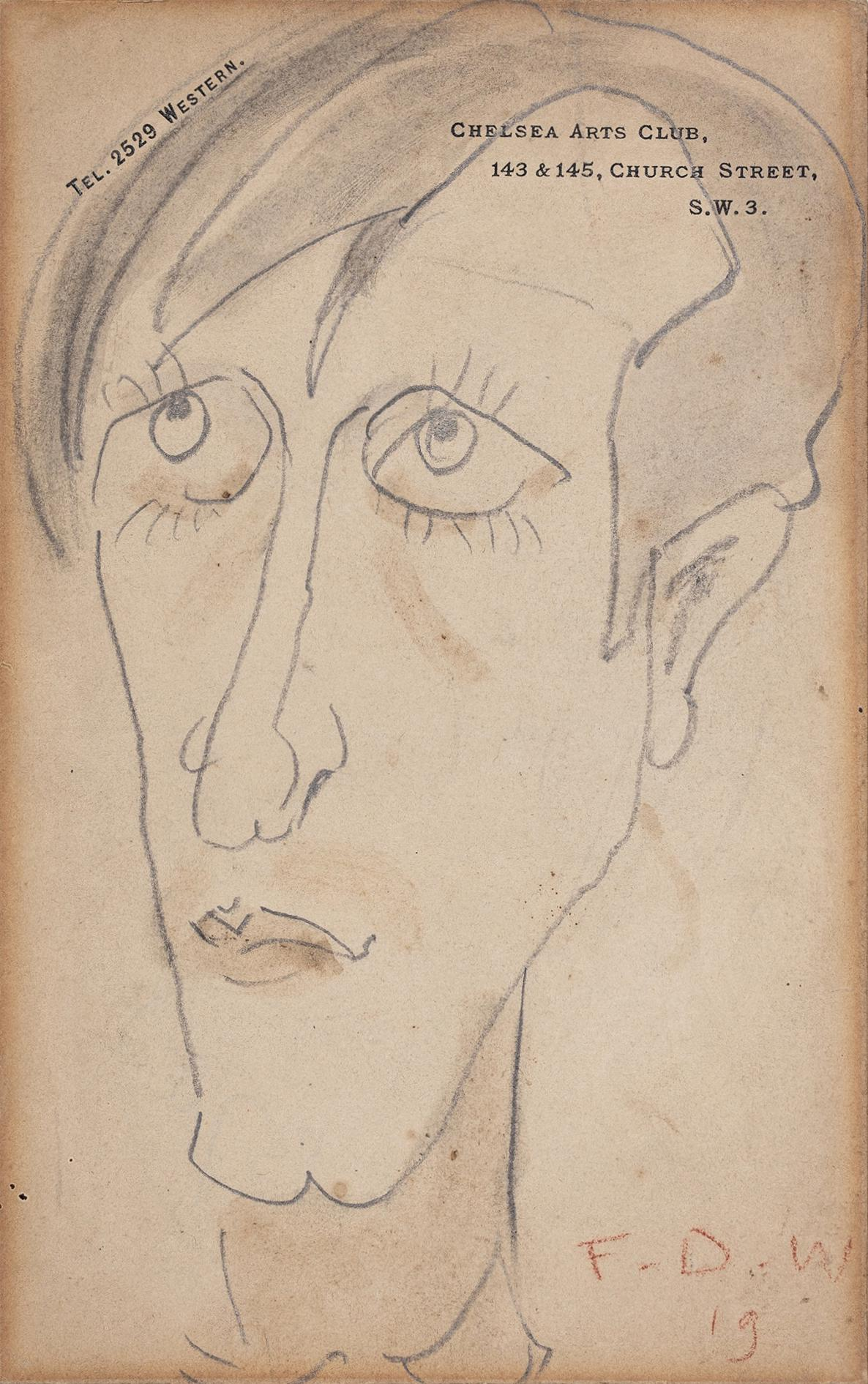
Ambrose McEvoy; a caricature portrait (1919), Francis Derwent Wood

McEvoy doorliep de Slade School of Fine Art in Londen, waar hij deel uitmaakte van een vriendengroep rondom Augustus John en William Orpen. Tijdens zijn studie had hij een korte maar weinig gelukkige liefdesrelatie met Gwen John, de zus van Augustus. McEvoy ging ook in de leer bij James McNeill Whistler, van wie hij de verfijnde manier van werken overnam. Na zijn studies schilderde hij een tijdje met Walter Sickert in Dieppe.
Vanaf 1900 exposeerde McEvoy regelmatig bij de New English Art Club, waarvan hij in 1902 lid werd. In datzelfde jaar trouwde hij met schilderes Mary Edwards (1870–1941). In 1907 hield hij een grote solotentoonstelling in Carfax Gallery. In de periode van 1900 tot 1915 schilderde hij vooral landschappen en interieurs in de verfijnde stijl van Whistler. Na 1915 legde hij zich voornamelijk toe op vrouwenportretten, soms in olie, soms in waterverf, nog steeds onder invloed van Whistler en de door hem bewonderde Thomas Gainsborough. Hij ontwikkelde echter een duidelijk eigen stijl die opviel door zijn 'snelle', schetsachtige werkwijze. Met name in de hogere Londense kringen was hij erg succesvol en kreeg hij veel opdrachten. In 1920 exposeerde hij met zijn portretten in Duveen Galleries te New York. In Londen exposeerde hij bij Grosvenor, Grafton en Leicester Galleries.
Tijdens de Eerste Wereldoorlog, van 1916 tot 1918, diende McEvoy in de Royal Navy. Hij werd in 1924 lid van de Royal Academy of Arts en in 1926 van de Royal Watercolour Society. In 1927 overleed hij, 48 jaar oud.

## Vrouwenportretten

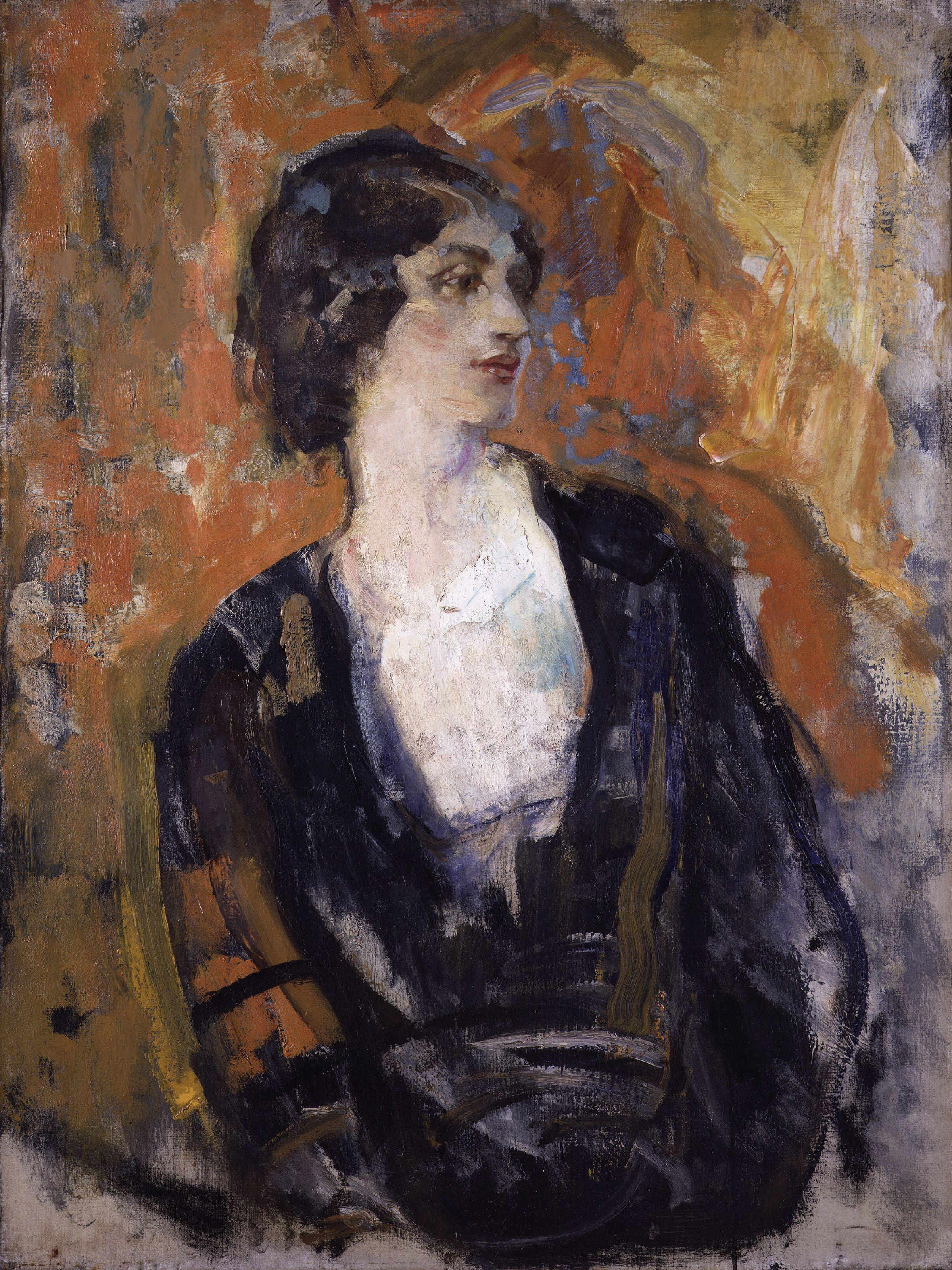
Actrice Lillah McCarthy
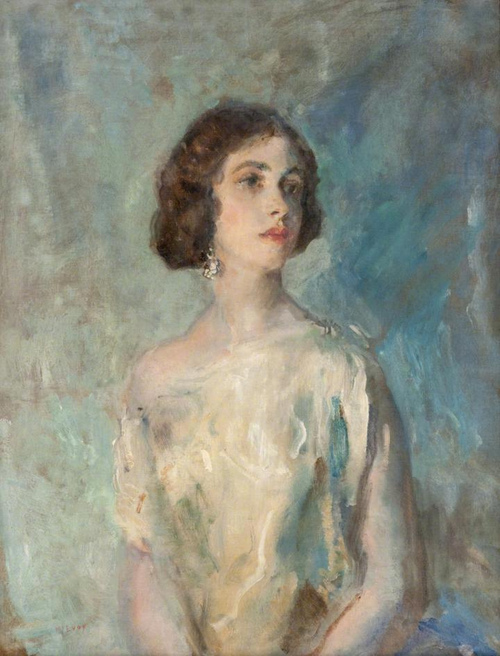
Elizabeth Johnson
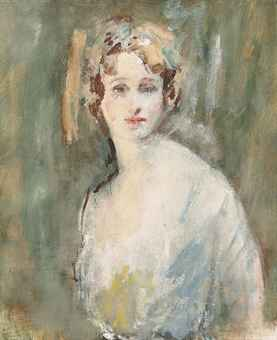
Portrait of Zeena Lathom
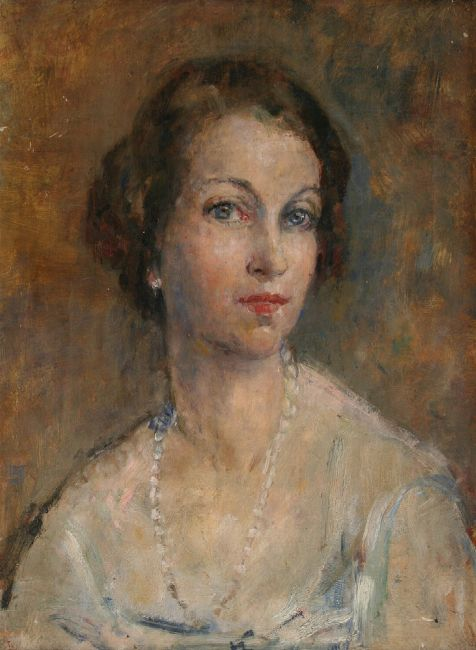
Mrs. McEvoy
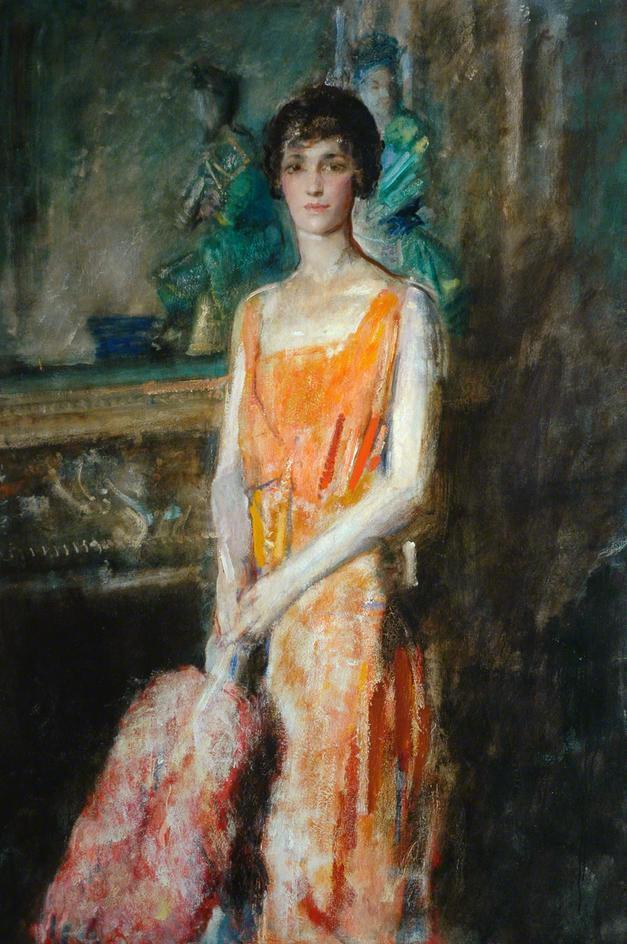
Madame de Pourtales
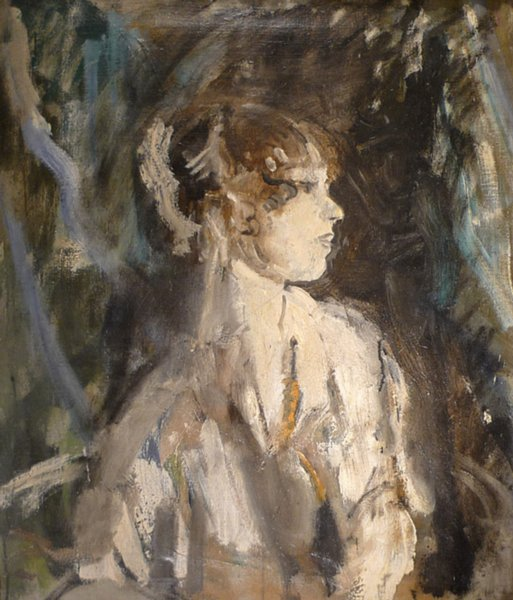
Lydia Lopokova
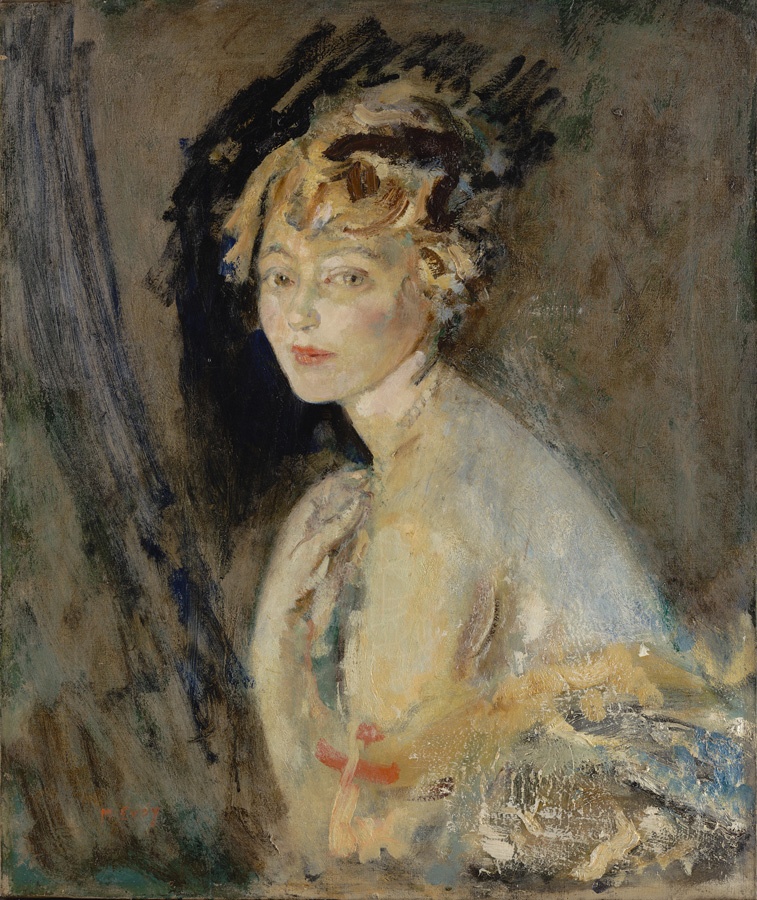
Mrs. Helen Morris
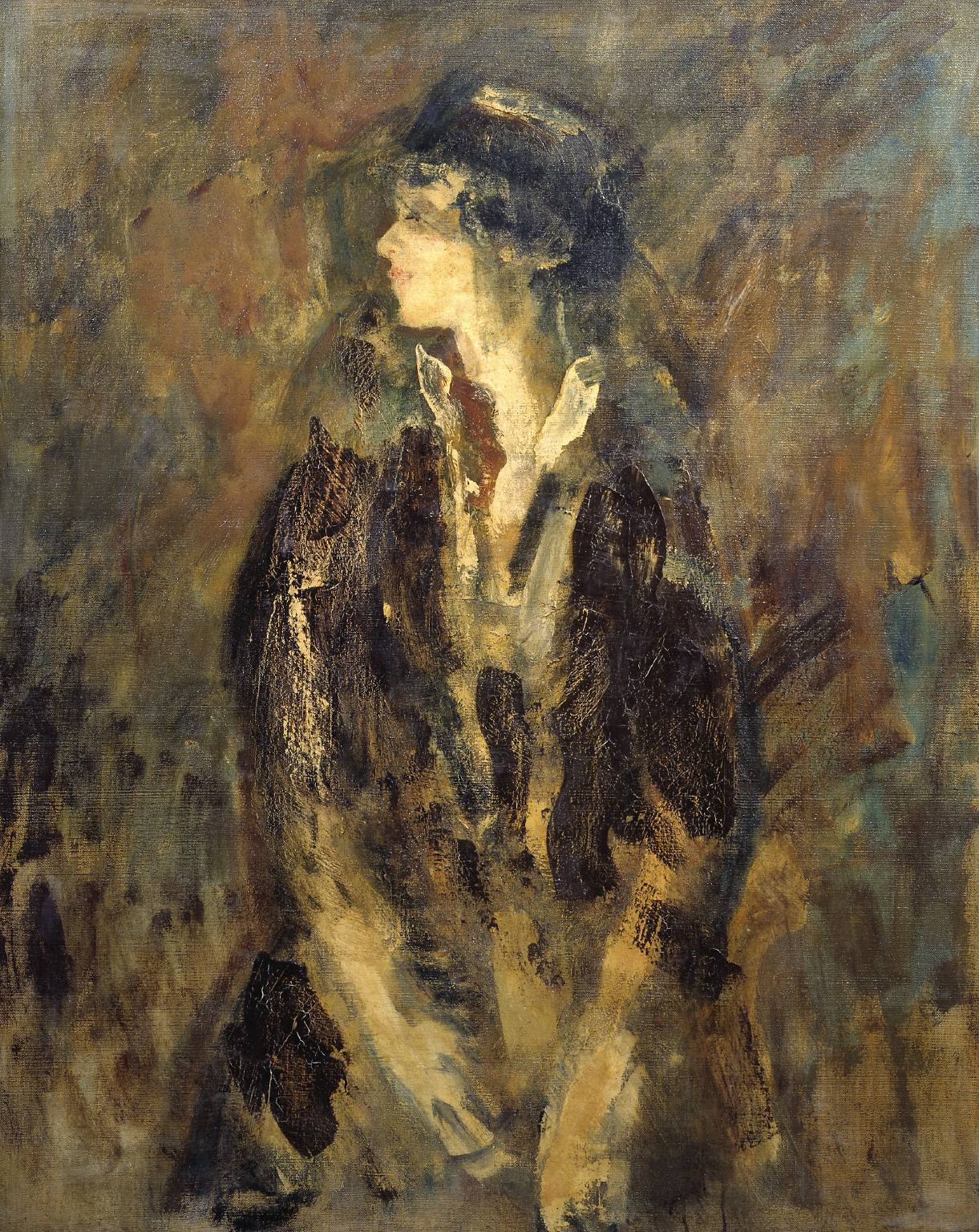
Mrs. Cecil Baring, Tate Gallery
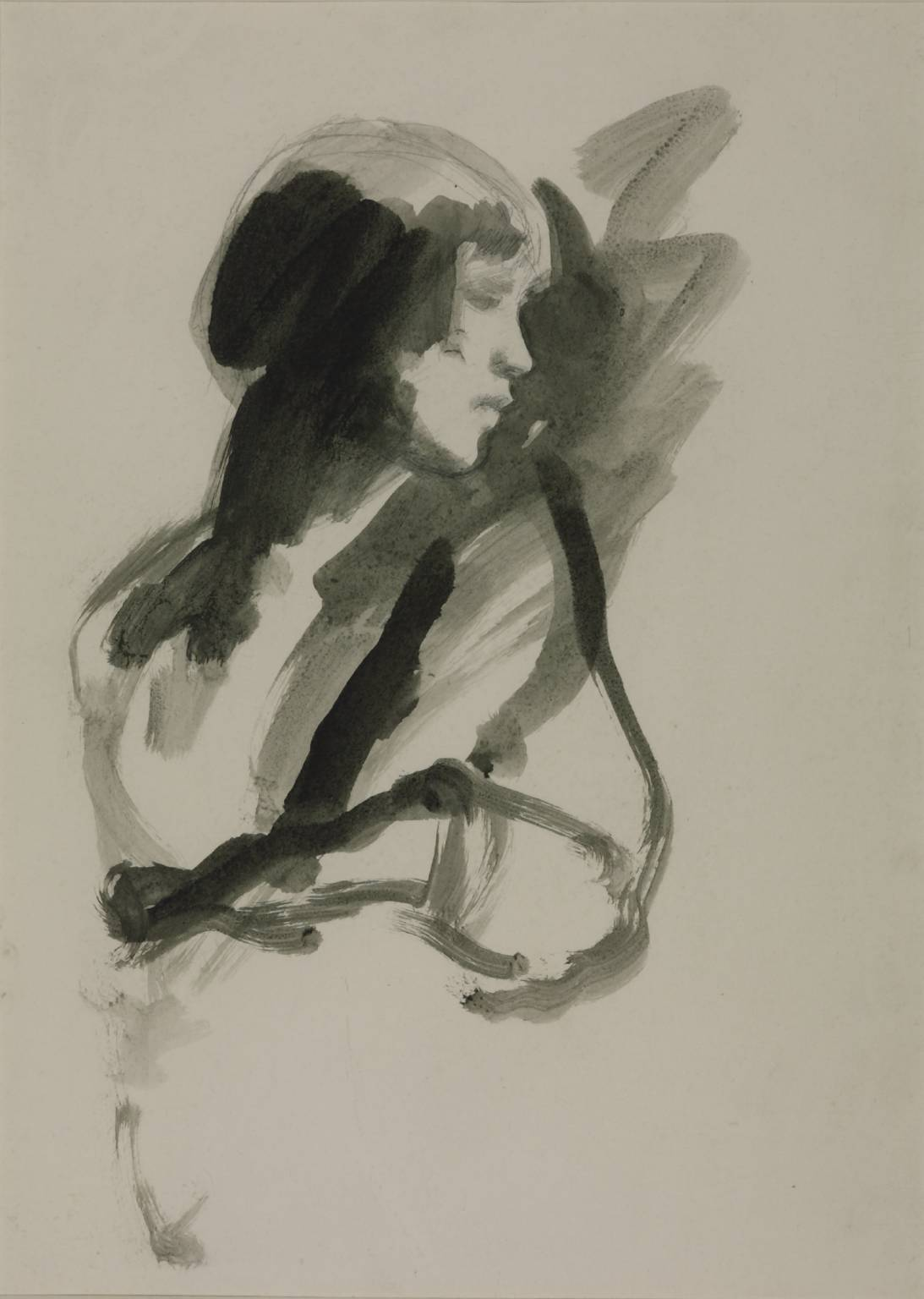
A Young Girl, Tate Gallery
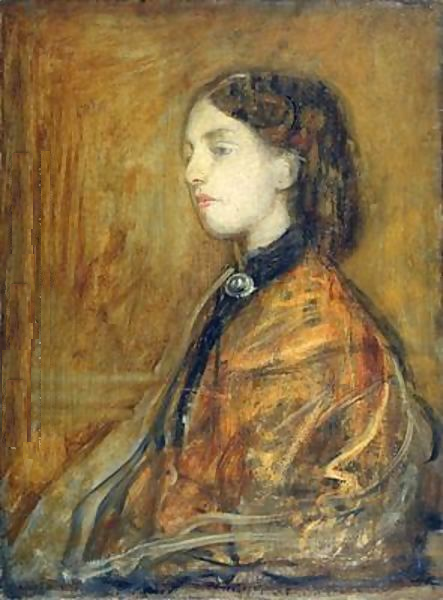
Gwen John